# Simon de Cordes
Simon de Cordes   (Anvers - isla Mocha, 11 de novembre de 1599) va ser un comerciant i explorador neerlandès que després de la mort de l'almirall Jacob Mahu, es va convertir en líder d'una expedició que tenia com a objectiu arribar a les Índies.
La missió original de la flota era navegar per la costa oest de Sud-amèrica, on vendrien la seva càrrega a canvi de plata, or o perles i dirigir-se al Japó només si la primera missió fracassava. En aquest cas, se suposava que havien d'obtenir plata al Japó i comprar espècies a les Moluques, abans de tornar a Europa al voltant del cap de Bona Esperança. El seu objectiu era navegar a través de l'estret de Magallanes per arribar al seu destí, cosa que va espantar a molts mariners a causa de les dures condicions meteorològiques. La primera gran expedició a Amèrica del Sud va ser organitzada per una empresa, la Magelhaen Company. Va organitzar dues flotes de cinc i quatre vaixells amb 750 mariners i soldats. Va resultar un desastre total, ja que el 80% dels homes van morir durant el viatge i els inversors no van obtenir cap benefici, però fou la primera flota neerlandesa que va aconseguir passar l'estret de Magallanes.
No existeix un relat complet del viatge, però es poden obtenir detalls d'un diari no oficial que guarda Potgieter, un cirurgià, cartes de William Adams (pilot) i dels fets recollits per l'esquadra d'Olivier van Noort.